# Sanaga
La Sanaga est l'un des principaux fleuves du Cameroun, également appelé Djerem dans son cours supérieur.

## Géographie
La Sanaga prend sa source dans la région de l'Adamaoua, plus précisément dans le village Garga, arrondissement de Meiganga, département du Mbéré. Elle mesure 918 km de long. Son bassin versant s'étend sur 140 000 km2 et couvre plus du quart du Cameroun.

fleuve Sanaga
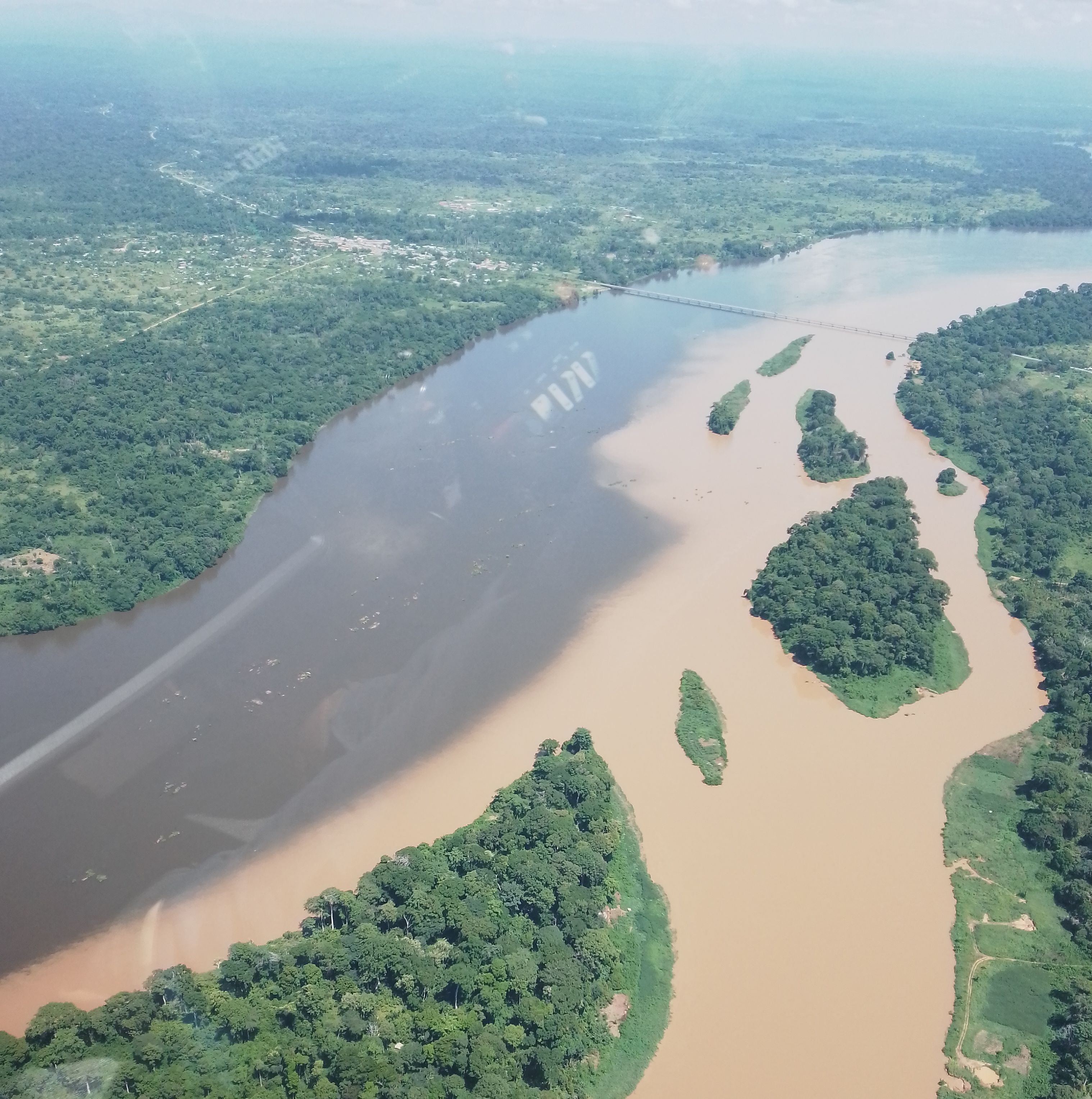
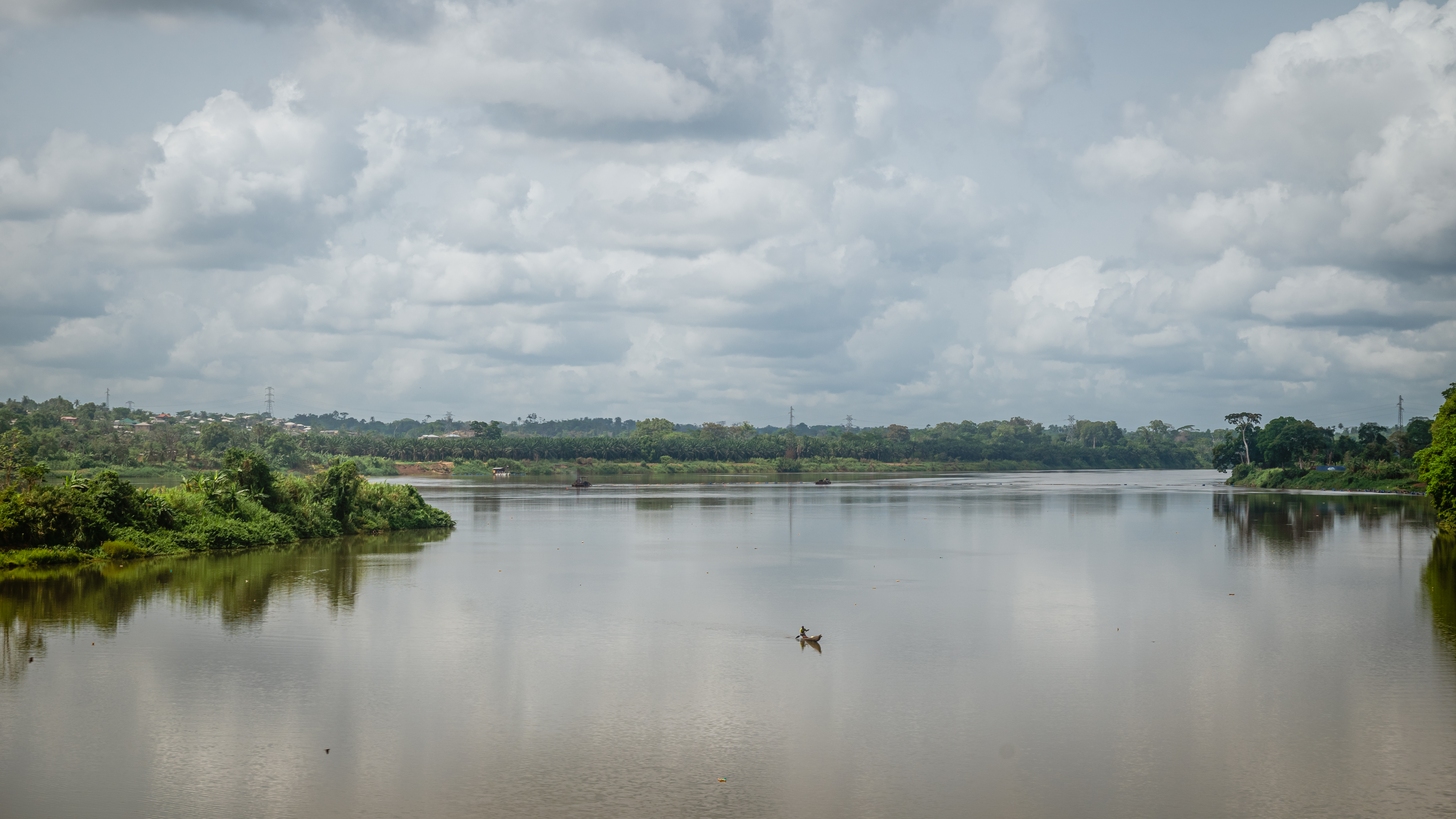
fleuve Sanaga
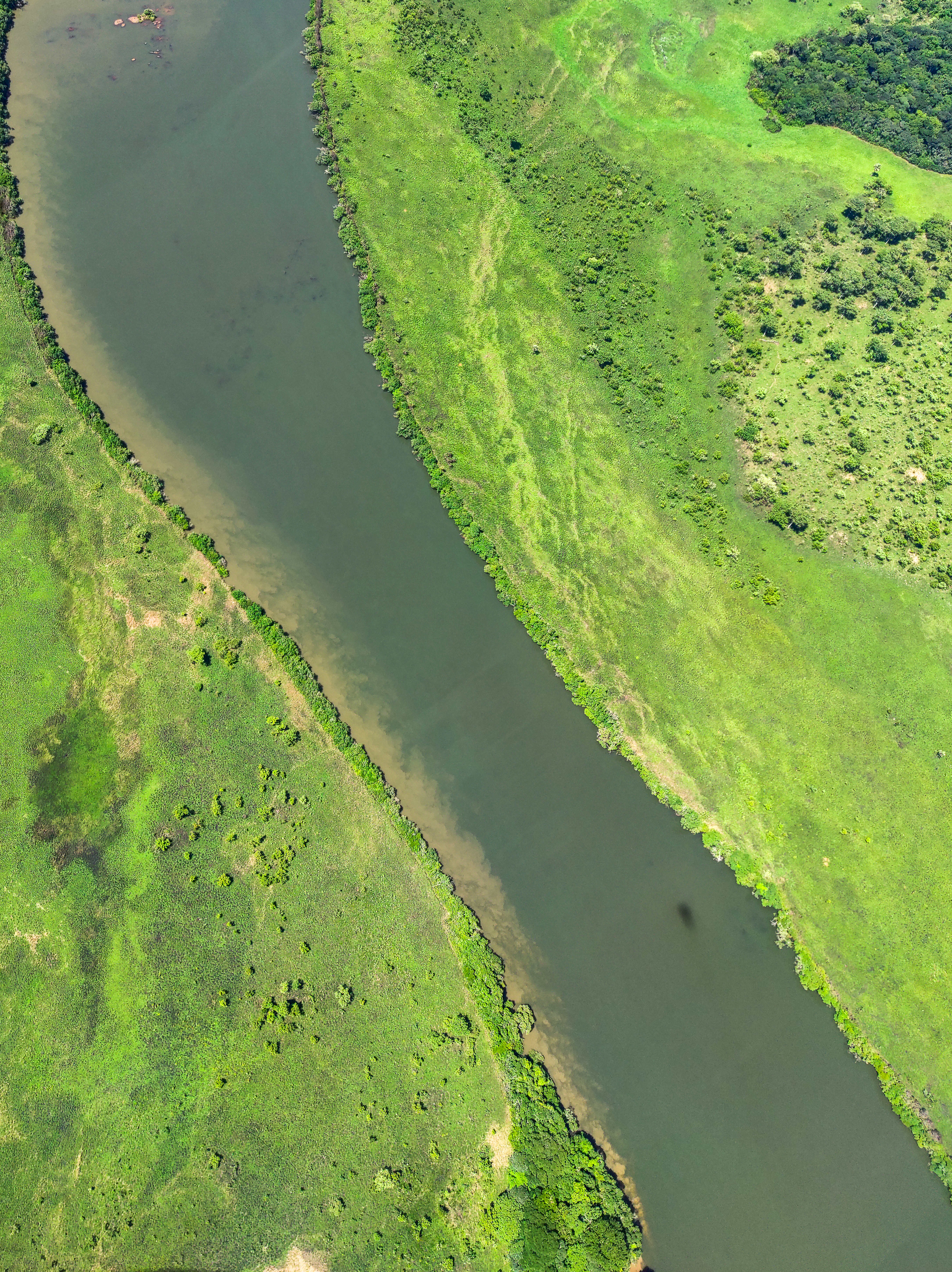
vue aerienne du fleuve Sanaga

## Affluents

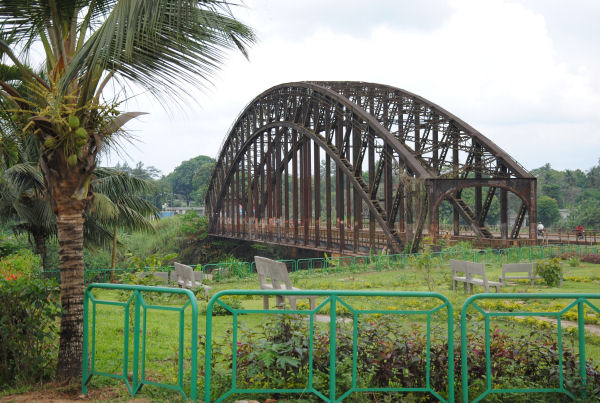
Pont sur la Sanaga

- le Lom (rive droite)
- le Mbam (rive droite)

## Hydrométrie - Les débits à Édéa

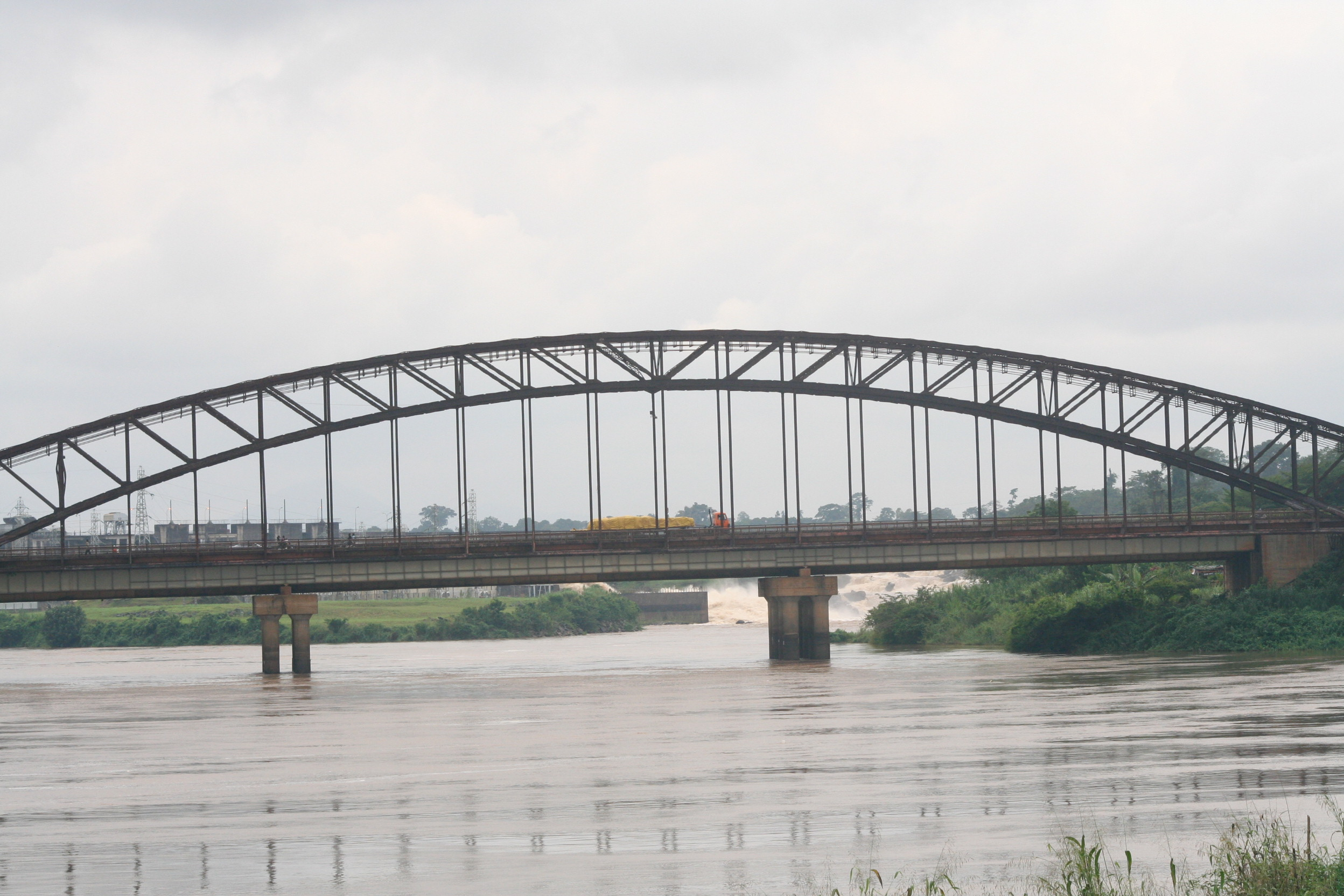
Pont allemand à Édéa.

Le débit du fleuve a été observé pendant 38 ans (1943-1980) à Édéa, ville située non loin de son embouchure sur l'océan.
À Édéa, le débit annuel moyen ou module observé sur cette période a été de 1 985 m3/s pour un territoire de 131 520 km2, soit la quasi-totalité du bassin versant du fleuve.

## Philatélie
En 1967, la République fédérale du Cameroun a émis un timbre de 30 F intitulé « Les chutes de la Sanaga », puis un autre en 1971 sous le titre « Fleuve Sanaga ».

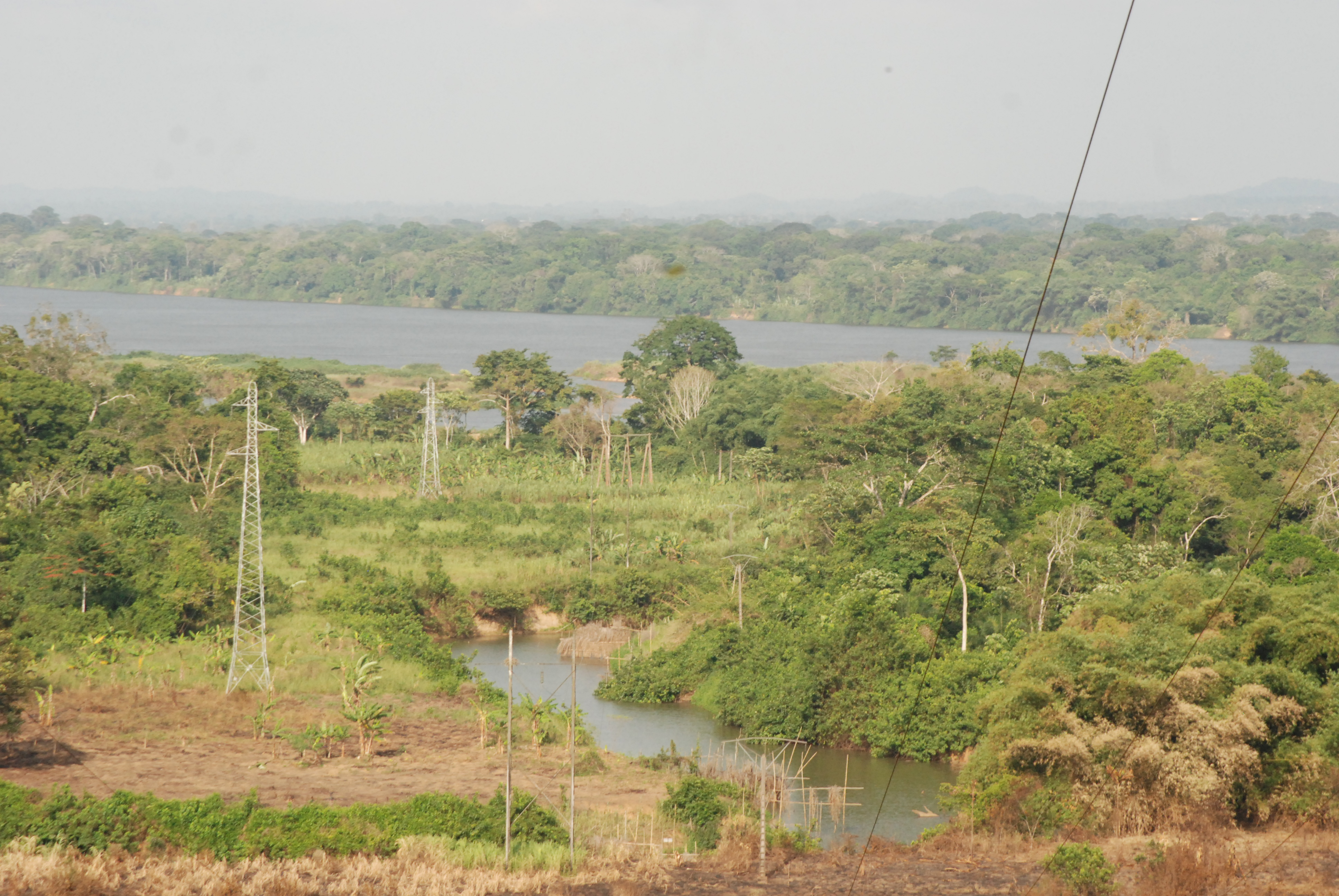
Forêt autour du fleuve Sanaga

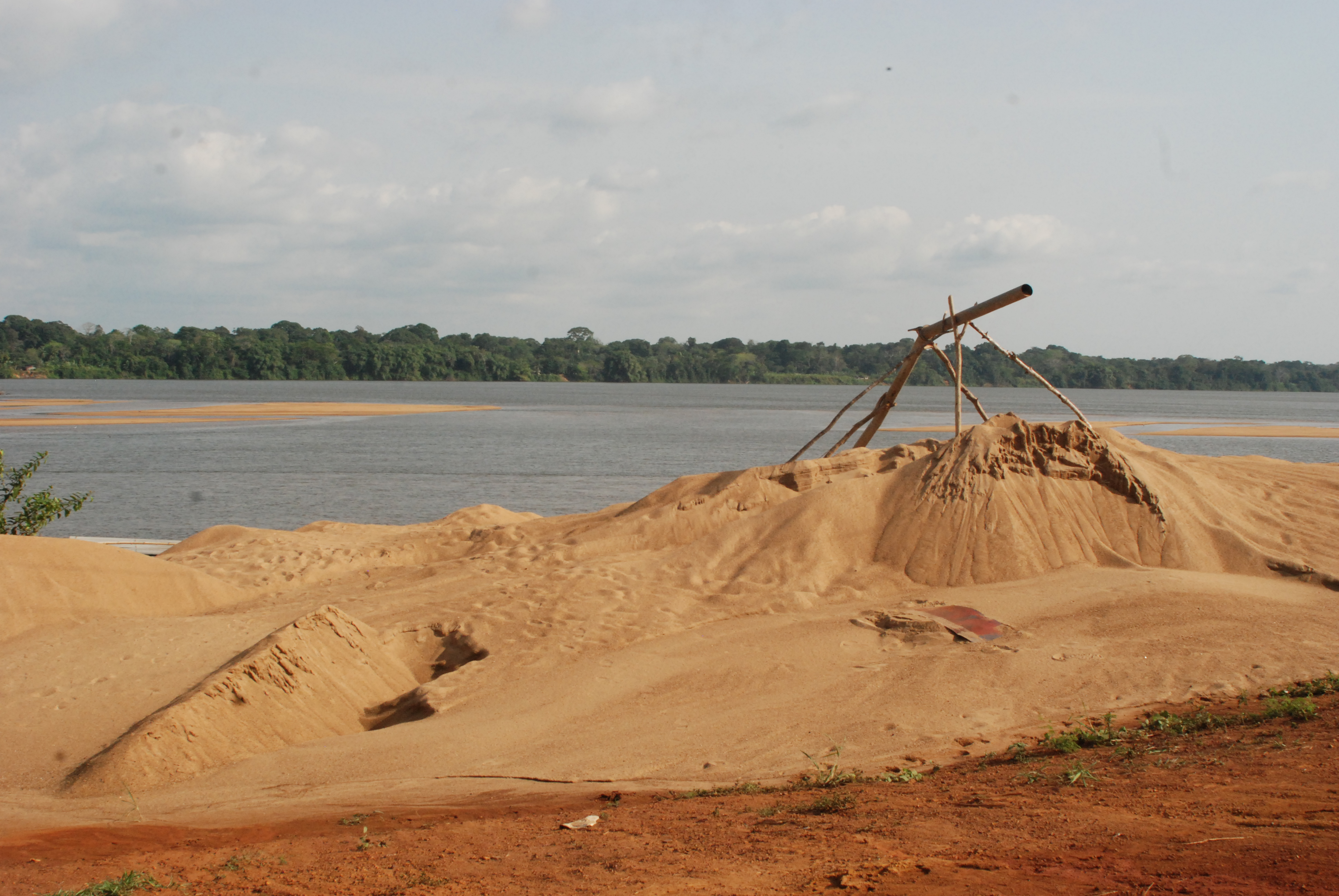
Alentour du fleuve Sanaga